# Allopauropus armatus
Allopauropus armatus är en mångfotingart som först beskrevs av Hansen 1902.  Allopauropus armatus ingår i släktet småfåfotingar, och familjen fåfotingar. Inga underarter finns listade i Catalogue of Life.